# Щерба Володимир Михайлович
Володимир Михайлович Щерба (нар. 1947, Львів — пом. 14 жовтня 2014) — радянський футболіст, потім — дитячий футбольний тренер. Грав, зокрема за СКА (Львів), «Будівельник» (Полтава) і команду м. Луцька. З 1980 року працював тренером у СДЮЩОР «Карпати» (Львів).
Серед вихованців — Роман Підківка і Назар Яцишин.